# Amas de Persée
Ne doit pas être confondu avec Double amas de Persée.
L'amas de Persée (ou Abell 426) est un amas de galaxies situé dans la constellation de Persée. Sa vitesse par rapport au fond diffus cosmologique est de 4 995 ± 60 km/s, ce qui correspond à une distance de Hubble de 73,7 ± 5,3 Mpc (∼240 millions d'al). Il fait partie du Superamas de Persée-Poissons. Il compte environ 190 galaxies sur les quelque 1 000 galaxies du Superamas de Persée-Poissons.
C'est l'amas de galaxies le plus brillant dans le domaine des rayons X. Le rayonnement X provient de l'émission thermique du gaz (plasma) de l'amas qui se concentre au centre de l'amas. La détection de la source X Per X-1 date de 1970 et elle fut associée à l'amas de Persée grâce aux observations du satellite Uhuru dans les années suivantes.
À ce jour, quatre mesures non basées sur le décalage vers le rouge (redshift) donnent une distance de 71,725 ± 8,128 Mpc (∼234 millions d'al), ce qui est à l'intérieur des valeurs de la distance de Hubble.

## Membres remarquables
| nom                 | Ascension droite | Déclinaison     |
| NGC 1275 (Persée A) | 03h 19m 48s      | +41° 30′ 42″    |
| NGC 1278            | 03h 19m 54.163s  | +41° 33′ 48″    |
| NGC 1265 (3C 83.1B) | 03h 18m 15.738s  | +41° 51′ 27.38″ |
| IC 310              | 03h 16m 43.025s  | +41° 19′ 29.16″ |
| ------------------- | ---------------- | --------------- |

La plus brillante est la radiogalaxie NGC 1275 (Persée A, 3C84) situé au plein centre de l'amas. Elle est du type cD-galaxie, parmi l'une des galaxies les plus massives de l'univers. Elle est entourée de longs filaments de gaz qui proviendraient de l'interaction entre la galaxie active et le gaz de l'amas qui s'effondre vers le centre. Son noyau est une puissante source radio compacte.

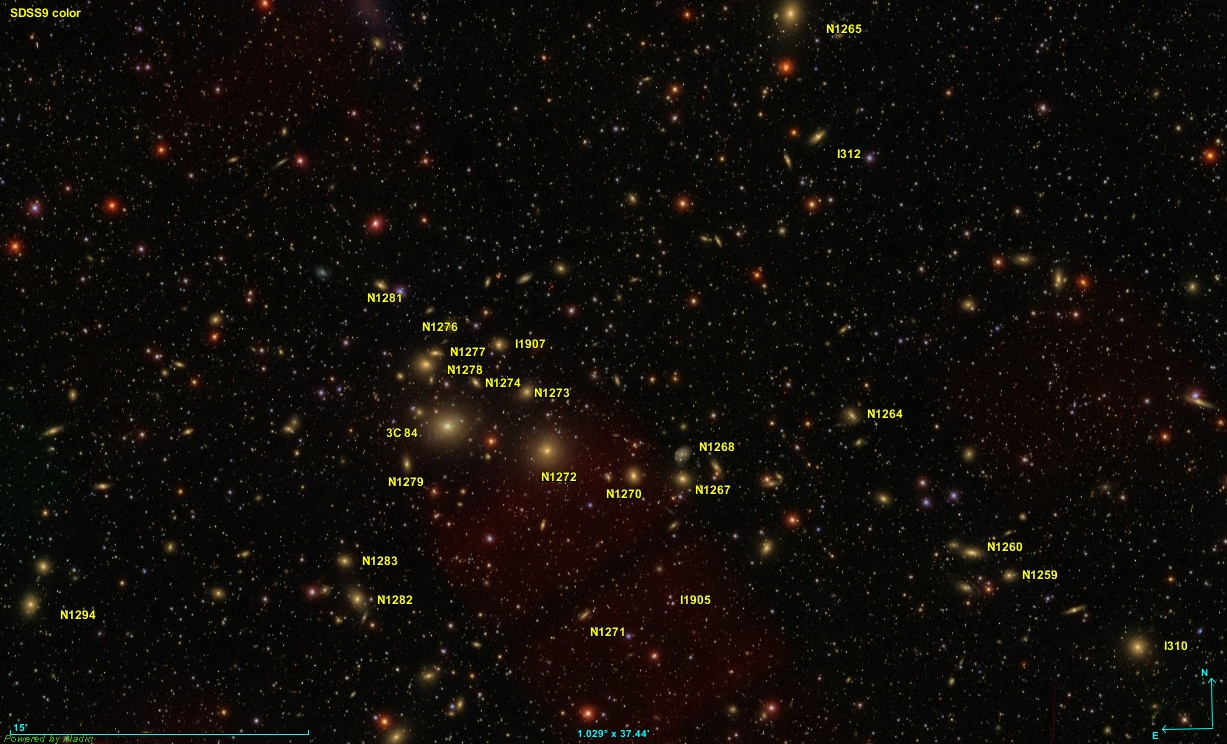
Quelques galaxies des catalogues NGC et IC de l'amas.

Outre NGC1275, plusieurs radiogalaxies intéressantes font partie de l'amas de Persée. Située à environ 600 kiloparsecs de NGC 1275, NGC 1265 (3C 83.1B) est une radiogalaxie dont la principale caractéristique est la présence de deux jets relativistes d'émission radio se recourbant sur des centaines de kiloparsecs alors qu'elle se déplace à grande vitesse dans le milieu intra-amas. IC 310, NGC 1272 et CR 15 sont d'autres radiogalaxies présentant des propriétés intéressantes.

## Émission rayons X de l'amas de Persée
Comme l'amas de Persée est relativement proche, les observations de l'émission de rayons X provenant du gaz se concentrant dans l'amas de Persée sont très détaillées. Le télescope spatial Chandra a révélé nombre de ces détails grâce à sa haute résolution et des longues observations (près de 400 heures) de cet objet. Non seulement une paire de cavités est bien visible tout près du noyau actif de la galaxie, mais deux autres cavités sont aussi détectées plus loin. Ces cavités sont interprétées comme étant des «bulles» soufflées par les jets relativistes provenant du noyau actif de galaxie. Selon cette interprétation, les cavités externes visibles dans l'amas de Persée sont alors des bulles plus anciennes, détachées du noyau actif de galaxie, flottant vers l'extérieur de l'amas, telle une bulle d'air remontant à la surface de l'eau.

## Galerie

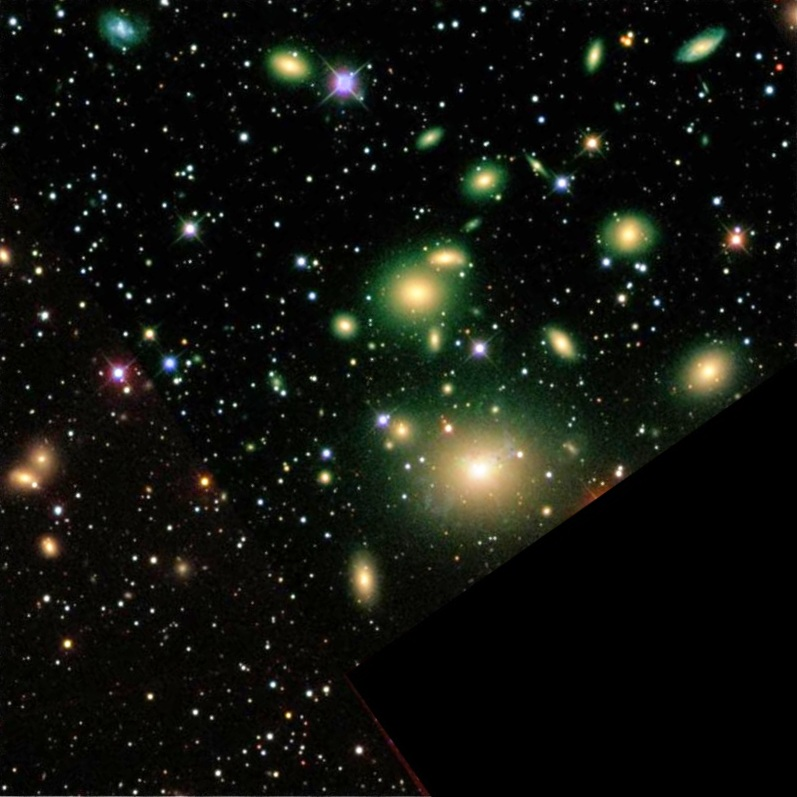
Partie centrale de l'amas de Persée imagée par le relevé Pan-STARRS.
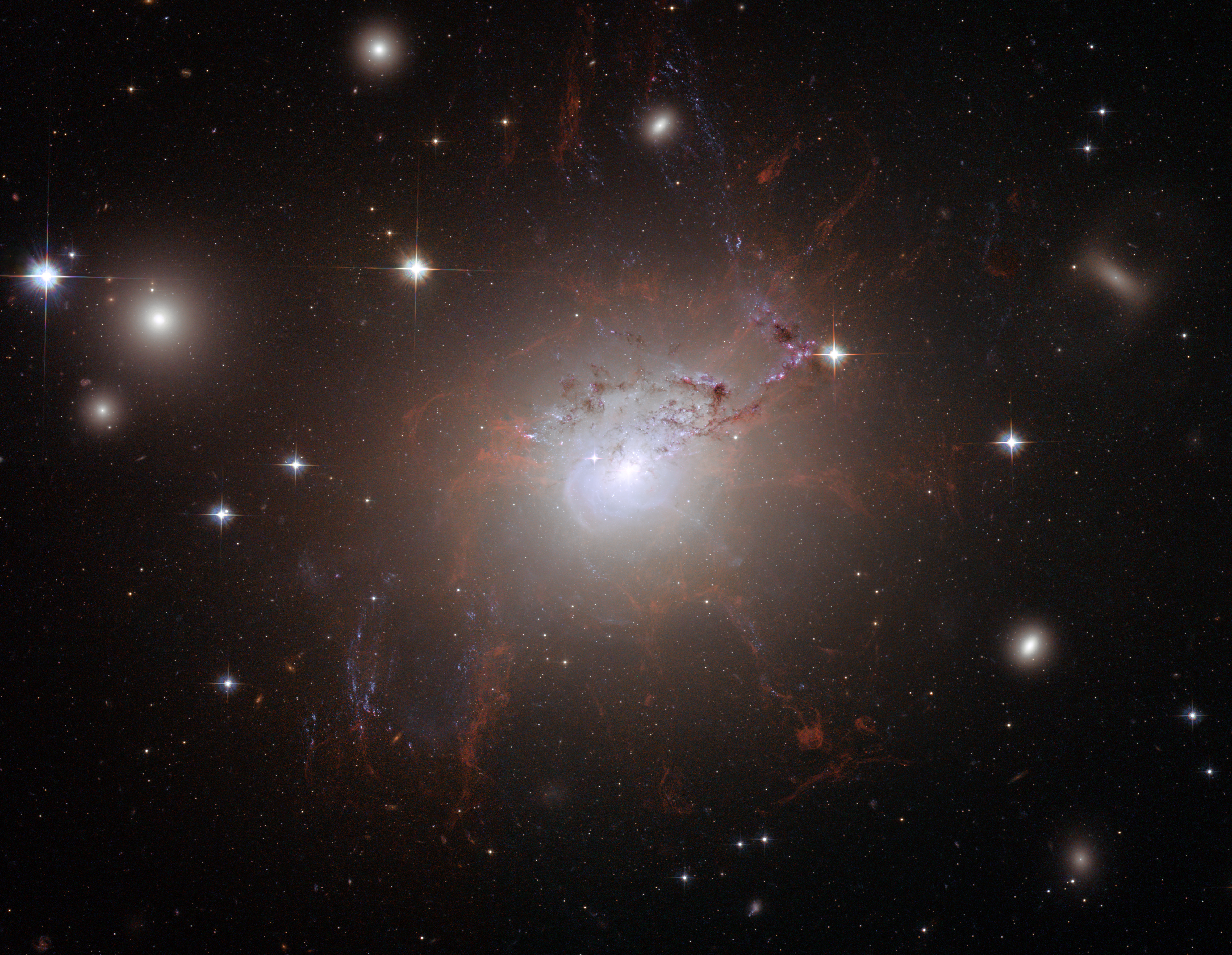
Galaxie dominante de l'amas (NGC 1275) par le télescope spatial Hubble.
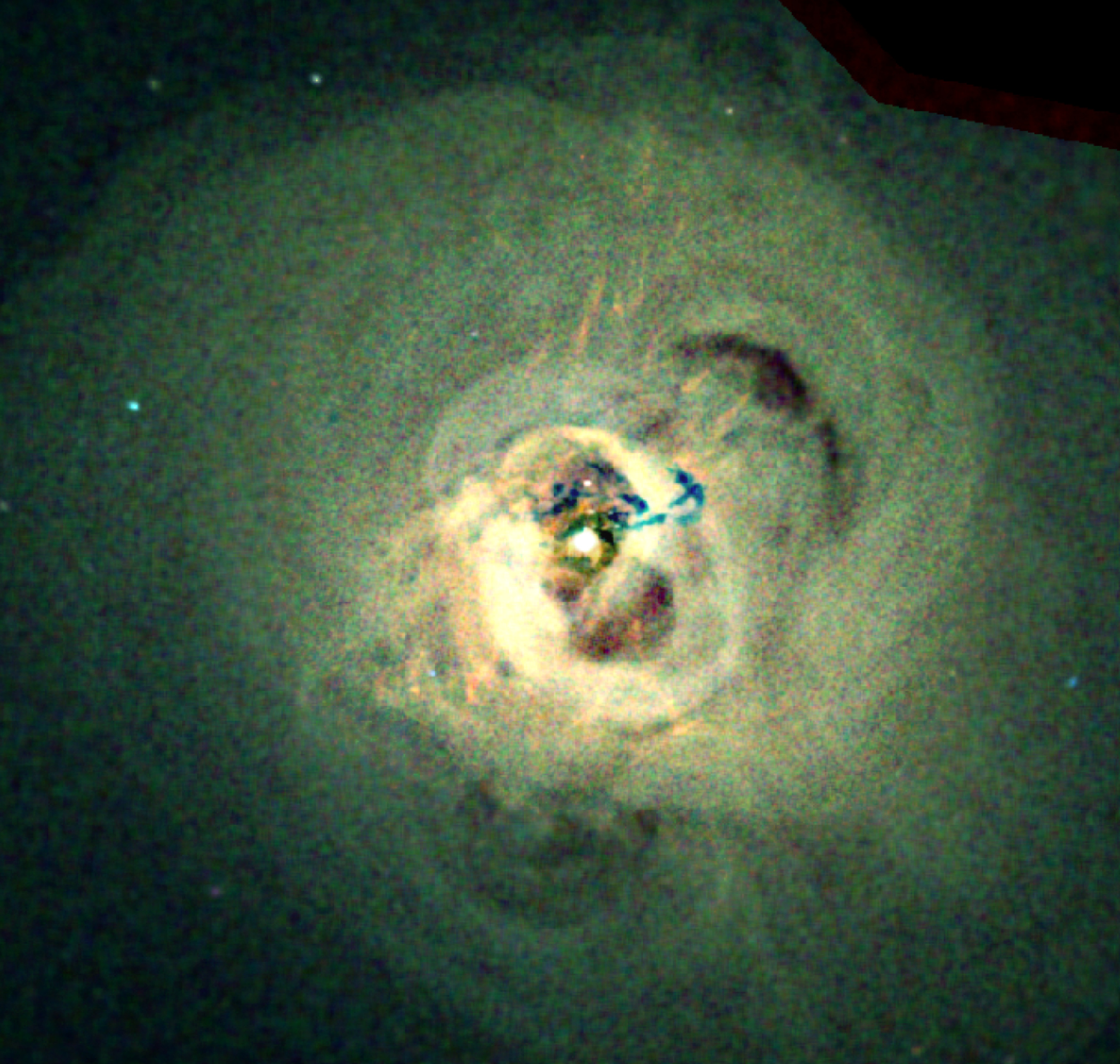
Régions centrales de l'amas observées dans le domaine des rayons X par Chandra.